# نورمان إل. نايت
نورمان إل. نايت (بالإنجليزية: Norman L. Knight)‏ (21 سبتمبر 1895، سانت جوزيف في الولايات المتحدة - 19 أبريل 1972، تاكوما بارك في الولايات المتحدة)؛ كيميائي وروائي أمريكي.